# Всесоюзный совет евангельских христиан-баптистов
Всесою́зный сове́т ева́нгельских христиа́н-бапти́стов (ВСЕХБ) — термин, имеющий два значения:
1) централизованная религиозная организация евангельских христиан-баптистов (ЕХБ) на территории Советского Союза. ВСЕХБ был создан в 1944 году вместо союзов евангельских христиан (прохановцев) и баптистов, фактически прекративших существование в результате антирелигиозной кампании 1930-х годов.
Помимо церквей евангельских христиан-баптистов во ВСЕХБ входила часть общин христиан веры евангельской (пятидесятников), а также меннонитов и некоторых других близких направлений. В послевоенном СССР ВСЕХБ являлся единственным легальным объединением церквей евангельского направления протестантизма.
В 1992 году, после распада СССР на ряд независимых государств, ВСЕХБ был реорганизован в национальные церковные объединения церквей евангельских христиан-баптистов этих государств. В частности, в России его преемником стал Российский союз евангельских христиан-баптистов (РС ЕХБ).
2) непосредственно совет, то есть центральный орган в Москве, осуществлявший руководство этой организацией (см. подраздел Центральное руководство).

## Предшественники
Федеративный союз баптистов СССР
Всесоюзный совет евангельских христиан

## Название
- 1944—1945 — ВСЕХиБ (Всесоюзный совет евангельских христиан и баптистов)
- 1945—1990 — ВСЕХБ (Всесоюзный совет евангельских христиан-баптистов)
- 1990—1992 — Союз ЕХБ (Союз евангельских христиан-баптистов)

## Вероучение
В 1944—1966 годах официально утверждённого вероучения не было.
В 1966 году в качестве «временного» (до разработки более детального) на Всесоюзном съезде было утверждено Вероучение И. В. Каргеля.
В 1985 году на Всесоюзном съезде вместо прежнего было утверждено Вероучение 1985 года, разработка которого велась коллективом авторов с 1974 года. Данное Вероучение (с несущественными изменениями) является официальным вероучением преемника ВСЕХБ — РС ЕХБ.

## Руководство
Согласно традиции евангельских христиан и баптистов, высшим руководящим органом братства является съезд делегатов поместных общин. Однако с момента создания ВСЕХБ в 1944 году до 1963 года съезды не проводились.

### Центральное руководство
До первого съезда в 1963 году и в дальнейшем в промежутках между съездами центральное руководство осуществлялось непосредственно ВСЕХБ (в значении совет). В 1944 году в состав совета были избраны 8 человек, позднее количество выросло. Так, на съезде 1963 года в состав ВСЕХБ было избрано 10 членов и 5 кандидатов, а также ревизионная комиссия в составе 3 членов, на съезде 1969 года было избрано 25 членов, 8 кандидатов и 5 членов ревизионной комиссии.
ВСЕХБ (в значении совет) периодически (примерно один раз в год) собирался на пленумы, на которых решались наиболее серьезные вопросы.
Из членов ВСЕХБ избирался президиум, который осуществлял центральное руководство в периоды между пленумами. Президиум собирался по мере необходимости, обычно несколько раз в неделю.

#### Председатели
- 1944—1966 Жидков Яков Иванович (1966 — почетный председатель)
- 1966—1974 Иванов Илья Григорьевич (1974—1985 — почетный председатель)
- 1974—1985 Клименко Андрей Евтихиевич (1985—1990 — почетный председатель)
- 1985—1990 Логвиненко Василий Ефимович
- 1990—1992 Комендант Григорий Иванович

#### Генеральные секретари
- 1944—1971 Карев Александр Васильевич
- 1971—1990 Бычков Алексей Михайлович

В 1990 должность упразднена.

### В союзных республиках и регионах
В республиках СССР и регионах руководство осуществлялось республиканскими и областными старшими пресвитерами, которые до 1966 года поставлялись путем назначения ВСЕХБ, а с 1966 года — избирались на региональных и республиканских конференциях (съездах) служителей церквей.

## Съезды
| Номер | Дата и место          | Число участников   | Председатели                                                                                                  | Основные вопросы повестки |
| ----- | --------------------- | ------------------ | --- | --- |
| 38    | 15—17.10.1963, Москва | 450 — всего        | Я. И. Жидков, А. В. Карев, И. Г. Иванов                                                                       | Отмена Инструктивного письма и Положения ВСЕХБ, утверждение Устава ВСЕХБ, вопрос единства с инициативниками, принятие в Союз братских меннонитов |
| 39    | 4—7.10.1966, Москва   | 1026 — всего       | А. В. Карев                                                                                                   | Вопросы единства, принятие Вероучения, обновление Устава, изменение системы поставления старших пресвитеров |
| 40    | 9—11.12.1969, Москва  | ок.800 — всего     | И. Г. Иванов, С. Т. Тимченко, Н. Н. Мельников, С. П. Фадюхин, А. И. Мицкевич                                  | Вопрос единства |
| 41    | 11—13.12.1974, Москва | 483 — делегата     | И. Г. Иванов, П. К. Шатров, А. И. Мицкевич, М. П. Чернопятов, С. П. Фадюхин, А. М. Бычков                     | Избрание А. Е. Клименко председателем ВСЕХБ, предложения по изменению Устава |
| 42    | 18—20.12.1979, Москва | 527 — делегаты     | А. Е. Клименко, М. П. Чернопятов, М. Я. Жидков, А. М. Бычков, И. С. Гнида, Я. К. Духонченко                   | Поправки в Устав, сообщение о работе над новым Вероучением |
| 43    | 21—23.03.1985, Москва | 546 — делегаты     | А. Е. Клименко, В. Е. Логвиненко, М. Я. Жидков, А. М. Бычков, Н. А. Колесников, И. С. Гнида, Я. К. Духонченко | Утверждение нового Вероучения, избрание В. Е. Логвиненко председателем ВСЕХБ |
| 44    | 21—24.02.1990, Москва | 687 — делегатов    | В. Е. Логвиненко, Я. К. Духонченко, А. М. Бычков, Г. И. Комендант, С. Ф. Карпенко, И. С. Гнида                | Вопрос единства; повторное покаяние ВСЕХБ за принятие Инструктивного письма и Положения ВСЕХБ; дискуссия по целесообразности дальнейшего членства во Всемирном совете церквей; принятие нового Устава; переименование ВСЕХБ в Союз ЕХБ; избрание Г. И. Коменданта председателем Союза ЕХБ; упразднение президиума ВСЕХБ и замена его правлением из председателя Союза, его заместителей и старших пресвитеров регионов; обращение к намеревающимся эмигрировать о нужности их служения на Родине |
| 45    | 9—13.11.1992, Москва  | свыше 1100 — всего | Г. И. Комендант                                                                                               | В связи с распадом СССР на смену Союза ЕХБ учреждена Евро-азиатская федерация союзов ЕХБ |

## Периодика
Официальным печатным изданием являлся журнал «Братский вестник». Журнал издавался с 1945 года до ликвидации ВСЕХБ (1992) и позднее.

## Краткая история

### Создание ВСЕХБ

Доклад Н. А. Левинданто об объединении евангельских христиан и баптистов на Всесоюзном совещании в Москве 26-29 октября 1944 г.

ВСЕХБ был создан в 1944 году путем объединения церквей евангельских христиан (прохановцев) и баптистов. К моменту объединения централизованная организация евангельских христиан — Всесоюзный совет евангельских христиан существовал номинально, а Федеративный союз баптистов СССР был полностью ликвидирован в ходе сталинских репрессий. Решение о слиянии было принято в ходе объединительного совещания руководителей евангельских христиан и баптистов 27 октября 1944 года. Первоначально именовался «Всесоюзным советом евангельских христиан и баптистов» (ВСЕХиБ), однако в 1945 году был переименован во «Всесоюзным советом евангельских христиан-баптистов» (ВСЕХБ)).
Создание ВСЕХБ позволило:
- во-первых, легализовать существование евангельских общин после того, как в годы сталинского террора свернули свою деятельность союзы евангельских христиан и баптистов. По мнению историка Татьяны Никольской, «объединительные процессы 1940-х гг. были вызваны прежде всего требованиями религиозной политики, но при этом учитывались и настроения верующих, их стремление к консолидации сил после десятилетия жестоких гонений»[18].
- во-вторых, де-юре и де-факто объединить два близких друг к другу течения — евангельских христиан (прохановцев) и баптистов. «Объединение евангельских христиан и баптистов завершилось без открытых совещаний и публичных обсуждений, в обход демократических принципов, свойственных этим конфессиям даже при обсуждении таких локальных вопросов, как выборы пресвитера, диакона, приём в общину нового члена и т. д. Тем не менее объединение действительно состоялось и выдержало испытание временем. Этому способствовала близость вероучений евангельских христиан и баптистов. Но самым важным была моральная готовность к объединению — как церковных лидеров, преодолевших личные разногласия (в том числе в результате смены поколений), так и рядовых верующих», — считает Никольская[19].

Первый номер журнала «Братский вестник»

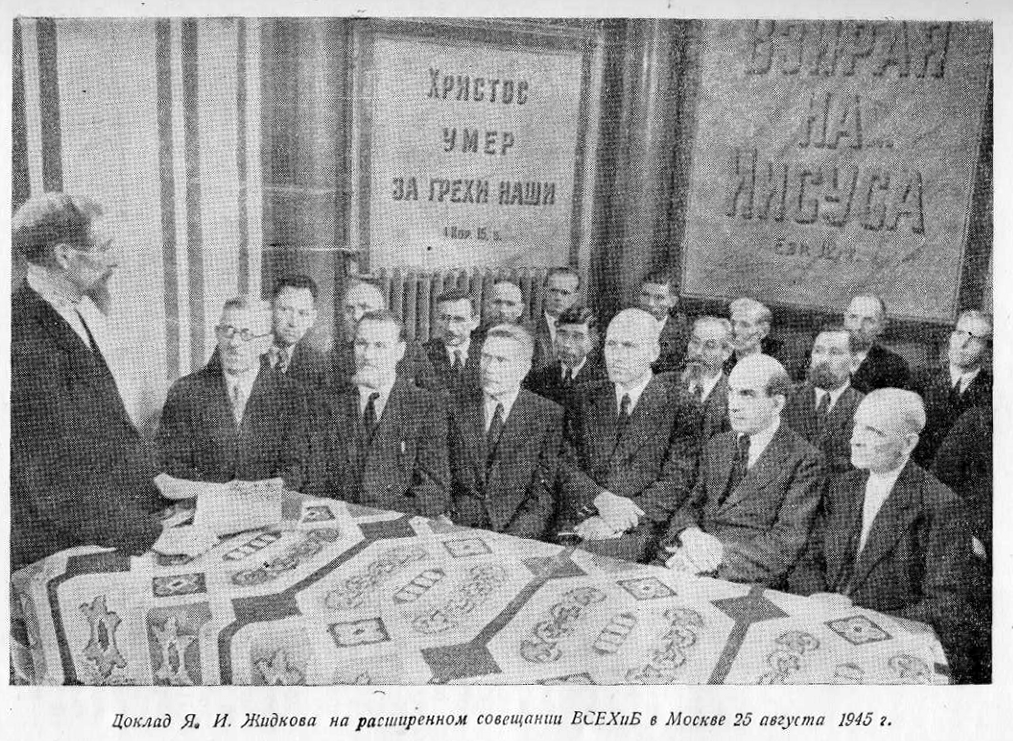
Совещание ВСЕХБ в августе 1945 года в Москве, на котором было достигнуто соглашение о вхождении во ВСЕХБ пятидесятников («Августовское соглашение»)

24 августа 1945 года к ВСЕХБ примкнула часть христиан веры евангельской-пятидесятников, которые на условиях легализации своих общин, отказались от некоторых элементов своей церковной практики: от глоссолалий во время богослужения и от омовения ног. К 1960 году количество присоединившихся к ВСЕХБ пятидесятников выросло до 25 тысяч человек, вне ВСЕХБ оставалось 14 тысяч пятидесятников.
Также в 1946—1947 годах во ВСЕХБ влились 25 церквей и групп свободных христиан — дарбистов и около 70 церквей Союза церквей Христовых, близких по вероучению к ЕХБ. В этот же период влились евангельские христиане — трезвенники, близкие к пятидесятникам и пятидесятники-единственники (евангельские христиане в духе апостолов), согласившиеся ради единства впредь крестить по тринитарной формуле «Во имя Отца и Сына и Святого Духа». Были попытки присоединить ко ВСЕХБ и Закарпатскую реформатскую церковь, но они встретили сопротивление из-за значительных догматических отличий (в первую очередь, по вопросам детокрещения). В 1963 году к объединению примкнули братские меннониты.
Из-за существенных расхождений с евангельскими христианами и баптистами в вероучении и церковной практике многие пятидесятнические общины проигнорировали ВСЕХБ, другие, войдя во ВСЕХБ, покинули его позже, уходя в подполье или регистрируясь на автономных началах. Создать своё легальное объединение пятидесятникам разрешили только при перестройке, и в 1990 году они окончательно отделились от ВСЕХБ, образовав Союз христиан веры евангельской РСФСР.

### Международная деятельность ВСЕХБ
ВСЕХБ активно принимал активное участие в международном движении борьбы за мир, а также экуменическом движении. С 1963 года ВСЕХБ являлся членом Всемирного совета церквей, его руководители дважды избирались в центральный комитет этой международной организации.
В июле 1974 г. в Западном Берлине состоялась встреча Генерального секретаря Всесоюзного Совета Евангельских христиан-баптистов А. М. Бычкова с Региональным секретарем Объединённых Библейских Обществ Сверре Смодалом. В мае 1975 г. С. Смодал и А. М. Бычков встретились с заместителем председателя Совета по делам религий при Совете Министров СССР В. Н. Титовым. В 1979 г. была осуществлена первая поставка 30 000 Библий от Объединённых библейских обществ Всесоюзному совету евангельских христиан-баптистов. Начатое сотрудничество успешно продолжилось: к 1985 году евангельские христиане-баптисты получили от Объединённых библейских обществ 100 000 Библий.

### Реорганизация объединения
На 44-м всесоюзном съезде ЕХБ (21 — 24 февраля 1990 года) был принят новый Устав, согласно которому изменились структура и название объединения — Союз Евангельских христиан-баптистов.
После распада СССР в 1991 году в новых независимых государствах образовались собственные евангельско-баптистские союзы. По итогам заседания расширенного совета Союза ЕХБ 3 — 5 декабря 1991 года, сообщалось: «В связи с образованием суверенных государств на территории нашей страны и появлением самостоятельных Союзов евангельских христиан-баптистов в отдельных республиках участники подтвердили необходимость сохранения единого союза евангельских христиан-баптистов».
Проходивший в Москве 9 — 14 ноября 1992 года съезд ЕХБ стран бывшего СССР утвердил решение правления и совета Союза ЕХБ о создании Евро-Азиатской Федерации союзов евангельских христиан-баптистов, президентом которой был избран Г. И. Комендант.

## Численность ЕХБ
Баптистский историк, архивариус РС ЕХБ Алексей Синичкин обратил внимание на существенные расхождения численности ЕХБ в СССР в различных источниках.
До разделения руководители ВСЕХБ в официальных источниках неоднократно заявляли о том, что количество общин ЕХБ в СССР составляет 5400-5450, а количество членов общин — 512—530 тысяч человек, и с учётом «членов семей верующих и других близких к нашему братству людей» в «зону влияния» попадало порядка 3 миллионов человек. В то же время не «для заграницы», а для отчётности Совету по делам религиозных культов при Совете Министров СССР подавались другие данные: на 1 января 1959 года число зарегистрированных общин составило 2093 (с 202 тысячами членов) и приблизительные данные по незарегистрированным церквям — 1000 общин с 10 тысячами членов. Хотя данные по незарегистрированным общинам Синичкин считает «сомнительными», в целом, по его мнению «здесь речь идёт о более или менее реальных цифрах».
Ещё более противоречивы данные о численности сторонников Инициативного движения. В различных документах ВСЕХБ называется численность от 4416 человек в 1962 году до 8903 человек в 1965 году. В то же время Оргкомитет в статье «Авен-Езер» говорил о десятках тысяч своих сторонников в 1964 году. А известный историк Вальтер Заватски, опираясь на выкладки атеистических религиоведов, оценил численность СЦ ЕХБ на пике движения в 155 тысяч человек.